# Нал-Нундара
Нал-Нундара — археологическая культура эпохи бронзы древней Индии, ныне юго-запад Пакистана.

## Периодизация
Культура датируется 2-й половиной 3-го и началом 2-го тыс. до н. э.

## Артефакты и их анализ
Культура представлена двумя основными памятниками (поселениями):
- Нундара
- Нал (Сохр-Дамб).

В которых представлены многокомнатные дома из сырцового кирпича.
Население использовало как одиночные так и коллективные захоронения умерших.
Обнаружены:
- множество медных и бронзовых изделий (браслеты, кинжалы, топоры и т.д.);
- керамика - глиняная посуда с многоцветной росписью (геометрические и растительные мотивы, изображения разл. животных).

Артефакты указывает на то, что носители культуры были оседлыми земледельцами-скотоводами и что данная культуры имела тесные связи с хараппской цивилизацией и другими соседними культурами.